# Temple d'Afea

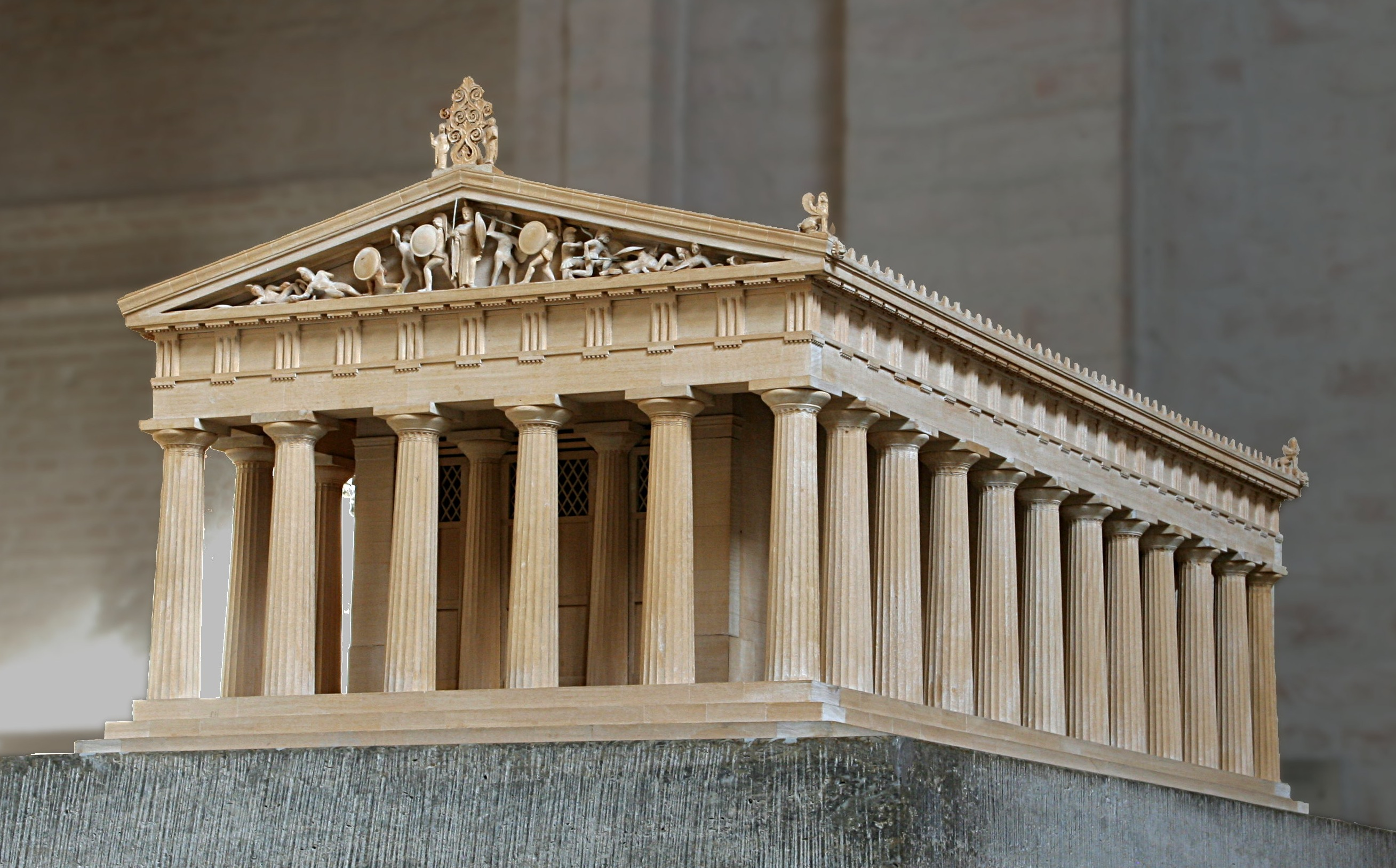
Maqueta del temple d'Afea a la Gliptoteca de Múnic.

El temple d'Afea, d'ordre dòric (un dels ordres clàssics), és un dels tres temples del triangle sagrat, juntament amb el Partenó i el temple de Posidó del Cap Súnion. Es troba a l'illa d'Egina. Fou, durant molt de temps, considerat com el temple de Zeus Panhel·lènic, després com d'Atena, i encara de vegades l'anomenen Atena Afea. Data del final del segle vi aC o de principis del segle v aC. Es considera que es troba entre el període arcaic i el clàssic de l'art grec. Els seus frontons es conserven a la Gliptoteca de Múnic.

## Descripció

### Mitologia
Afea està identificada com la nimfa cretenca Britomarte per Pausànies i Antoninus Liberalis. Hauria estat filla de Leto i, per tant, mig germana d'Apol·lo i Àrtemis. Li atribueixen la invenció de les xarxes de pesca. És molt bella, tant que fou perseguida pels homes, entre ells Minos. Ella intentà escapar-ne llançant-se al mar, però les xarxes d'un pescador d'Egina la varen rescatar. El pescador se n'enamorà.
S'anomena Britomarte la seva mig germana i protectora que la feu desaparèixer. Ella es convertí en Afea, la Invisible. El temple es construí al lloc de la seva desaparició.

### Situació

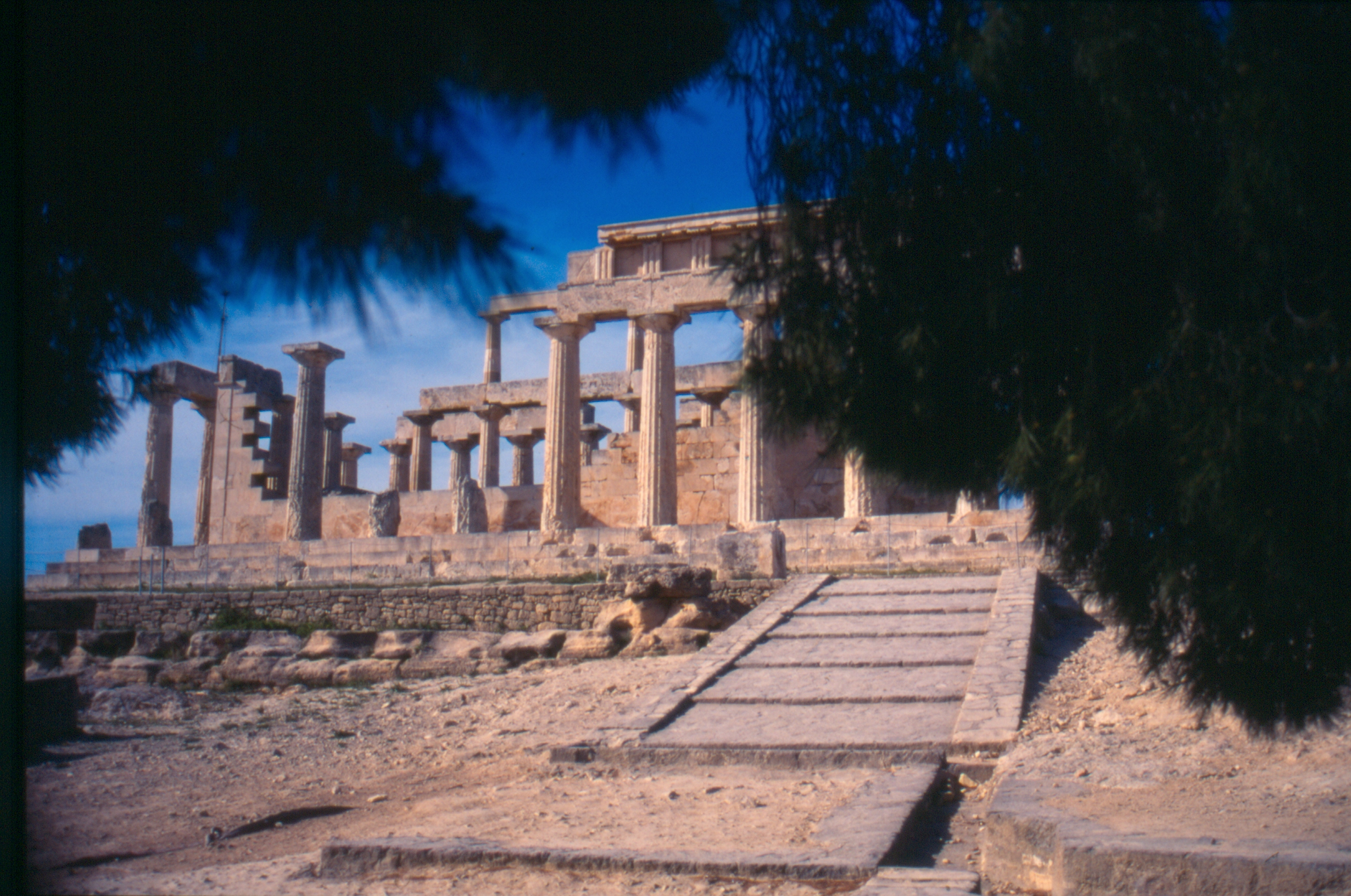
Temple d'Afea

El temple d'Afea està instal·lat al cim d'un pujol on es feia culte a una divinitat femenina a partir del segle xiii aC, com ho indiquen les petites estàtues femenines micèniques trobades al lloc. El santuari està envoltant d'un mur períbol. Sobre la terrassa artificial, al sud-est del temple, es poden veure les restes dels habitatges dels sacerdots, així com tres banyeres rituals per a la purificació.
L'altar, que tenia dotze metres d'amplada, estava, com era habitual, a l'exterior del temple, a l'est. Tres edificis més es succeïren al cim d'aquest pujol arbrat: un santuari que data de finals del segle vii aC o principis del VI, un edifici més gran que data del 570-650 aC i destruït pel foc; i, per fi, el temple d'Afea, erigit entre el 500 i 450 aC, segurament després de la batalla de Salamina. El temple hauria estat abandonat després per l'expulsió dels egins per part dels atenesos el 431 aC.
Durant molt de temps es considerà que un temple tan formós no podia estar consagrat més que a Zeus Panhel·lènic, opinió que prevalia a principis del segle xix a Occident, influenciada per la cultura llatina. A finals del segle xix ja no es considerava que estigués consagrat a Zeus, sinó a Atena. Va caldre esperar a les excavacions alemanyes dirigides per Adolphe Furtwängler (que morí d'una febra durant les excavacions) el 1901-1903 i al descobriment d'un relleu votiu d'Afea per determinar la seva atribució definitiva. Això no obstant, el temple és encara anomenat Atena Afea.

## L'edifici

Pla (antic) del santuari

L'edifici és de tosca calcària local. Fa 13,80 m per 28,50.
Recolza sobre una estilòbata de tres graons. El perípter i hexàstil són dòrics, és a dir, que té dotze columnes per costat i sis a cada façana. Les columnes exteriors tenen una alçada de 5,272 m (24 de les 32 columnes originals encara estan dempeus) i amb tres peus dòrics (93 cm) de diàmetre a la base i amb una separació de vuit peus dòrics. Totes les columnes exteriors eren monoblocs, a més de tres del costat nord, constituïdes per tambors, aparentment per raons de facilitar la construcció de l'interior. L'arquitrau està pràcticament tot conservat, mentre que l'entaulament ha estat restaurat als costats nord i oest, amb la restauració dels tríglifs, de les mètopes i de la cornisa.
L'interior estava (segons els cànons arquitectònics) dividit en dues parts: el naos (o cel·la) amb el seu prónaos i un opistòdom amb dues columnes in antis. Al prónaos hi havia exposats els espolons dels trirrems samis capturats a Cidònia. Es veuen encara a les columnes les empremtes de la reixa que tancava el temple. L'originalitat del naos descansa en els dos pisos interiors. Hi ha dues columnates, amb cinc columnes per cada banda, coronades amb una nova columnata.
L'estàtua de la deessa es trobava al centre de la cel·la. Hauria estat criselefantina, d'or i ivori. Es veuen encara els forats de la tanca de fusta que protegia l'estàtua. L'opistòdom, a la part darrera, contenia taules de maçoneria.

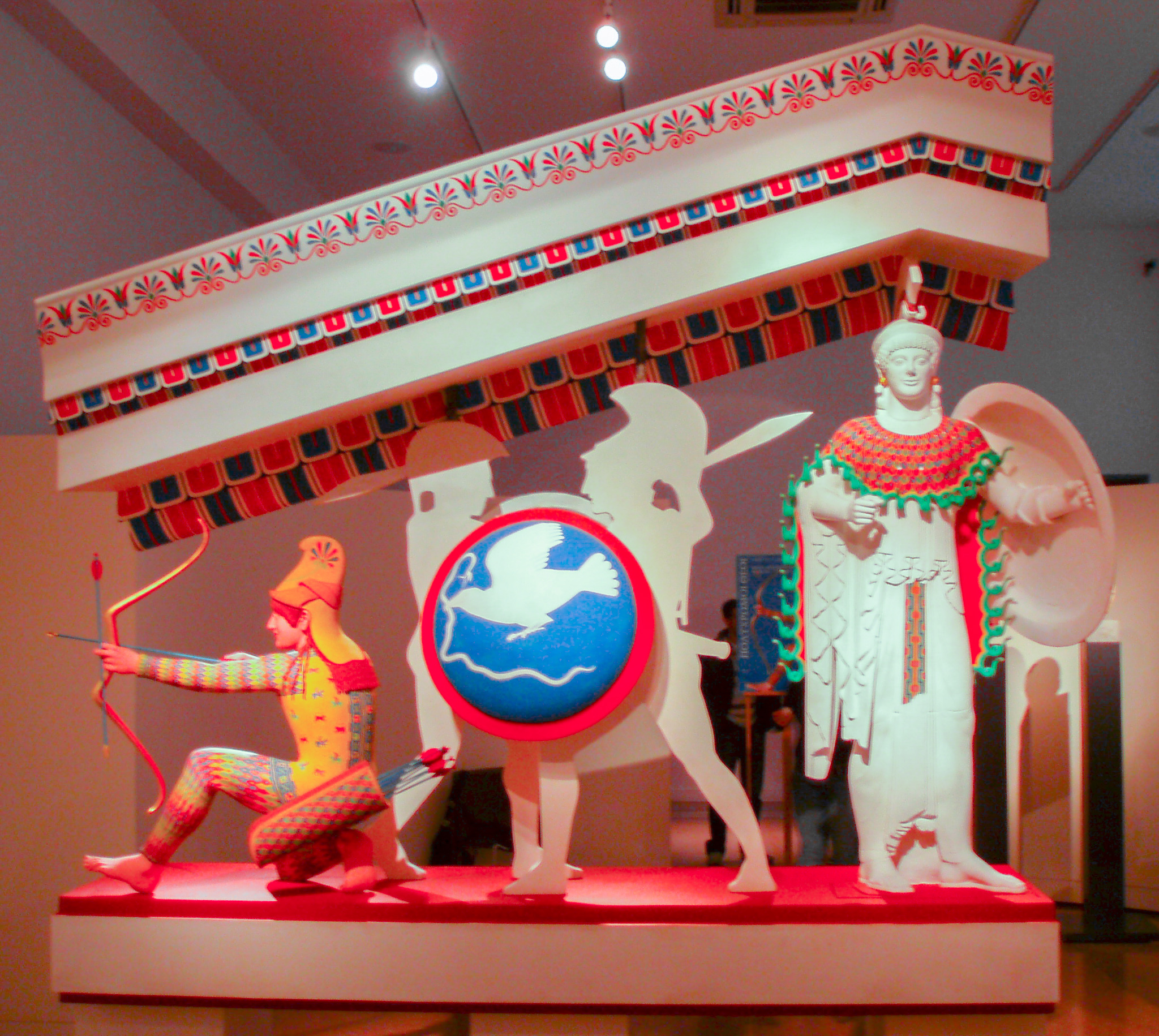
Restitució de la decoració policromada d'algunes estàtues del frontó occidental del temple (Exposició «Bunte Götter», Múnic, 2004).

Restes de pintura (capa vermella estucada sobre el terra de l'interior, per exemple) són visibles encara en algunes parts. El temple d'Afea a Egina ha aportat, juntament amb el temple d'Hefest, d'Atenes, la policromia dels temples antics, que no eren blancs, com se'ls imaginava a través de les ruïnes actuals.
El sostre hauria estat de marbre de Paros, mentre que la resta de l'edifici seria de caliça. Una restauració ha aixecat una part de les columnes i de l'entaulament el 1956-1960.